# Lenguas bafia
Las lenguas bafia son un grupo de lenguas bantúes coficado como grupo A.50 en la clasificación de Guthrie. De acuerdo con Nurse & Philippson (2003), estas lenguas forman un grupo filogenético válido. Las lenguas del grupo son:
Fa’ (Lefa), Kaalong (Dimbong), Kpa (Bafia), Ngayaba (Tibea).
el hijuk fue listado como lengua no clasificada dentro del grupo A.50 por Guthrie, pero de acuerdo con Ethnologue es muy similar al basaa.

## Comparación léxica
Los numerales en diferentes lenguas bafia son:
| GLOSA | Bafia (Kpa) | Fa' (lefa) | Tibea (Djanti) | PROTO- BAFIA |
| ----- | ----------- | ---------- | -------------- | ------------ |
| '1'   | -fóʔ        | ɓó         | -mbé           | *-bo         |
| '2'   | -ɓɛ̄ɛ̄        | ɓìyɛ̀       | -bá            | *-bayi       |
| '3'   | -ráá        | lá         | -túó           | *-laː        |
| '4'   | -nìn        | nɪ̀ŋ        | -ñí            | *-nɪŋ        |
| '5'   | -táàn       | tɛ̀ŋ        | -téàŋ          | *-taːn       |
| '6'   | 5+1         | 5+1        |                | *5+1         |
| '7'   | 5+2         | 5+2        |                | *5+2         |
| '8'   | 5+3         | 5+3        |                | *5+3         |
| '9'   | 5+4         | 5+4        |                | *5+4         |
| '10'  | ǹ-tɛ̀ʔ       | ncìɛ       |                | *n-teʔ       |